# Ludmilla Pitoëff
Ludmilla Pitoëff, ursprünglich Ljudmila Jakowlewna Smanowa (* 25. Dezember 1895 in Tiflis; † 16. September 1951 in Rueil-Malmaison) war eine französische Theaterschauspielerin russischer Herkunft.

## Leben

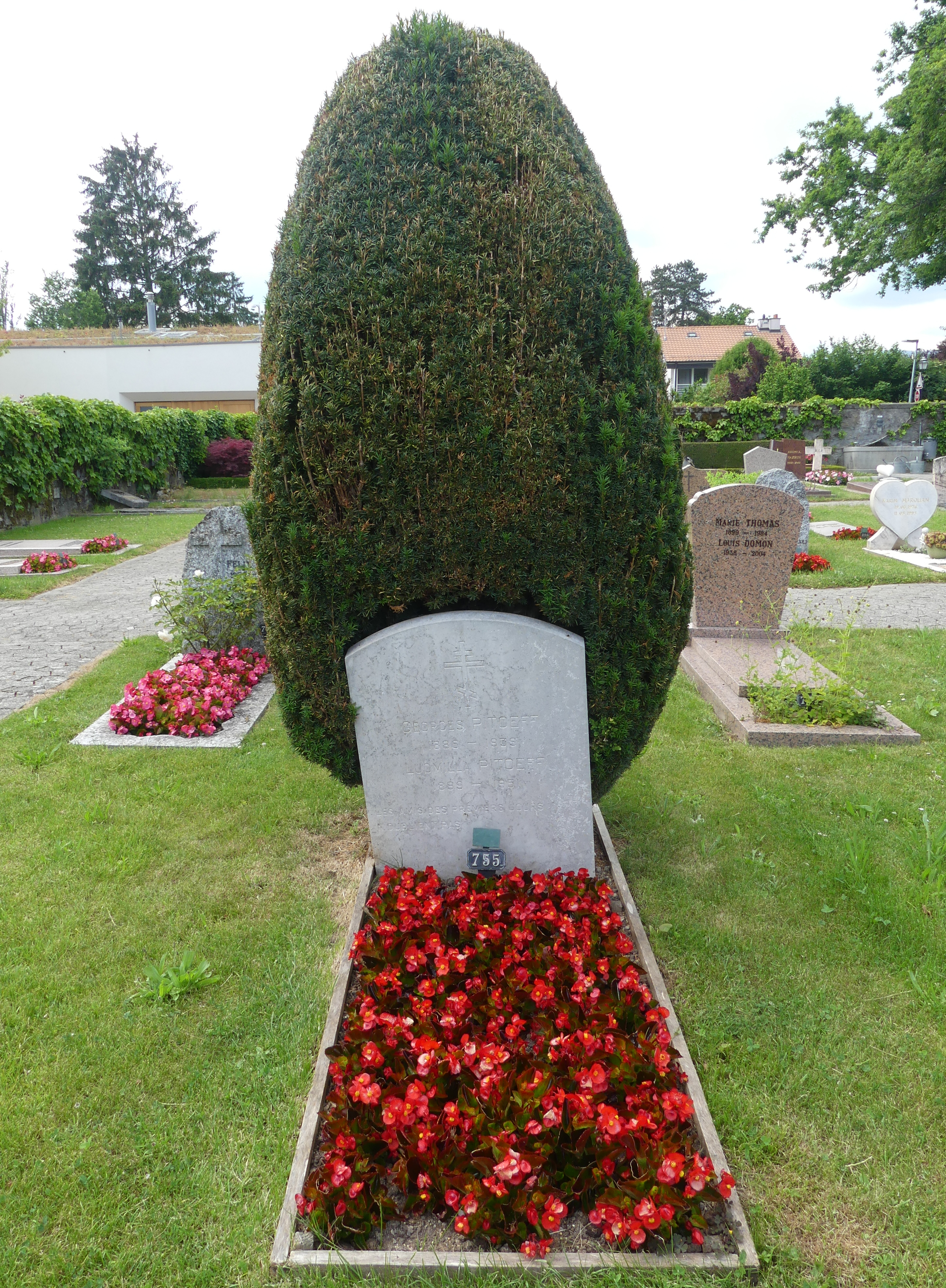
Das Grab von Georges und Ludmilla Pitoëff in Genthod, Kanton Genf

Ihr Vater Jakow Smanow entstammte einer alten Adelsfamilie und war zaristischer Beamter beim Gouverneur für den Kaukasus sowie ehrenamtlich Geschäftsführer des Theaters von Tiflis. Ihre Mutter war die 15 Jahre jüngere Choristin kaukasischen Ursprungs Anna Andrejewna Wassiljewa. Sie besuchte das Internat St. Nina, eine Internatsschule für höhere Töchter aus dem russischen Hochadel. Nach dem Ende der Schulzeit zog sie mit ihrer Mutter nach Paris, wo sie Sprachen studierte sowie Gesangs- und Ballettstunden nahm. Sie erhielt auch Schauspielunterricht und bemühte sich vergeblich um Aufnahme ins Pariser Konservatorium.
1915 heiratete sie den ebenfalls aus Tiflis stammenden Georges Pitoëff, mit dem sie sieben Kinder bekam, darunter die Töchter Svetlana und Varvara. Zunächst in Genf und dann in Paris stand sie ständig bei den zahlreichen Inszenierungen ihres Mannes auf der Bühne. Ihre schauspielerischen Leistungen trugen erheblich zu dessen Regie-Erfolgen bei, so dass man bald von „den Pitoëffs“ sprach. Ihre wohl wichtigste Rolle war die der Titelfigur in Die heilige Johanna von George Bernard Shaw. Weitere nennenswerte Bühnenrollen übernahm sie in Inszenierungen von Die Möwe und Die Drei Schwestern von Anton Pawlowitsch Tschechow, in Der blaue Vogel von Maurice Maeterlinck, als Nora in Ein Puppenheim von Henrik Ibsen und in Orpheus (1925) von Jean Cocteau.
Nach dem Tod ihres Mannes im Jahr 1939 spielte sie in der Schweiz und nach ihrer Flucht in den USA, wo sie auch Bühnenunterricht in Hollywood gab. 1946 kehrte sie nach Paris zurück, wo sie mit ihrem Sohn Sacha Pitoëff die Theaterarbeit fortsetzte und auch auf Konferenzen auftrat. Nicht als Unternehmerin veranlagt, musste sie bald Konkurs anmelden und sich in fremden Inszenierungen verdingen. Für Marcel Philippot trat sie noch bis einen Monat vor ihrem Tod etwa 100-mal als Charlotte Brontë im Stück Überleben auf.